# Ardin
 Ardin  es una población y comuna francesa, en la región de Poitou-Charentes, departamento de Deux-Sèvres, en el distrito de Niort y cantón de Coulonges-sur-l'Autize.

## Demografía
| 1266 | 1168 | 1086 | 1031 | 1048 | 1149 |
| Para los censos de 1962 a 1999 la población legal corresponde a la población sin duplicidades (Fuente: INSEE [Consultar]) |      |      |      |      |      |